# Let 3
Let 3 (en croate: Vol 3) est un groupe croate de rock alternatif fondé à Rijeka en 1987.

Ils représentent la Croatie au Concours Eurovision de la chanson 2023, à Liverpool au Royaume-Uni, avec leur chanson Mama ŠČ!.

## Membres
Actuels
- Zoran Prodanović (Prlja) – chant
- Damir Martinović (Mrle) – basse, chœurs
- Ivan Bojčić (Bean) – batterie
- Dražen Baljak (Baljak) – guitare
- Matej Zec (Knki) – guitare

Anciens
- Branko Kovačić (Husta) – batterie
- Kornelije Đuras (Korni) – clavier
- Ivan Šarar (Faf) – clavier
- Ivica Dražić (Miki) – guitare
- Nenad Tubin – batterie
- Igor Perović (Gigi) – guitare
- Zoran Klasić (Klas) – guitare
- Orijen Modrušan – guitare
- Alen Tibljaš – batterie
- Marko Bradaschia – batterie
- Dean Benzia – batterie
- Siniša Banović – batterie
- Ljubomir Silić – basse
- Raoul Varljen – clavier

## Discographie

### Albums studio
- 1989 – Two Dogs Fuckin'
- 1991 – El Desperado
- 1994 – Peace
- 1997 – Nečuveno
- 2000 – Jedina
- 2005 – Bombardiranje Srbije i Čačka
- 2013 – Kurcem do vjere/Thank You Lord
- 2016 – Angela Merkel sere

### Albums live
- 1996 – Živi kurac

### Œuvres audiovisuelles
- 2008 – Živa pička - Krunski dokaz ljubavi

### EP
- 1994 – Kontinentio
- 2005 – Rado ide srbin u vojnike (Pička)

### Singles
- 2000 – Tazi-tazi
- 2014 – Divljakuša
- 2015 – Hvala tebi Kriste
- 2017 – Karmen
- 2020 – Sam u vodi (avec Tereza Kesovija)
- 2020 – Maček v žalkju (avec Tinkara Kovač)
- 2022 – Tvoje su priče Eiffelov toranj (con MrLee & Ivanesky)
- 2022 – Glavanovo/Malo san maka (avec TBF)
- 2022 – Drama (avec Alka Vuica)
- 2023 – Mama ŠČ!
- 2024 – Babaroga